# Джозеф Пеннінгтон
Джозеф Пеннінгтон (англ. Joseph Pennington) — американський дипломат. Виконувач обов'язків голови дипломатичної місії США в Україні (20-28 травня 2019).

## Життєпис
Закінчив університет штату Меріленд, округ Балтімор (UMBC), бакалавр політології. Згодом він здобув ступінь магістра з Колумбійського університету в Нью-Йорку.
Пан Пеннінгтон працював в Бюро економічних і ділових відносин Державного департаменту і в посольстві США в Москві. Також був політико-економічним офіцером у консульстві США в Адані, Туреччина (1995—1998); Він працював економічним офіцером у Посольстві США в Сараєво (1999—2000); Очолював відділення Посольства США в Мостарі, Боснія і Герцеговина (2000—2001); працював політико-економічним офіцером в Неаполі, Італія (2001—2002); офіційним представником американського посольства в Анкарі, Туреччина (2002—2006); представником посольства США в Єревані, Вірменія (2007—2010); Пан Пеннінгтон займав посаду заступника начальника місії в посольстві США в Празі, Чехія (2010—2013); Був Генеральним консулом в Генеральному консульстві США в Ербілі, в іракському Курдистані (2013—2015); Заступник помічника Секретаря в Іраку в Бюро близько-східних справ (2015—2018); В.о. Заступника Голови місії США в Києві, Україна (2018—2019); В.о. Тимчасового повіреного у справах США в Україні (20-28 травня 2019).